# Bunnlevel (Carolina del Norte)
Bunnlevel es un lugar designado por el censo del condado de Harnett en el estado estadounidense de Carolina del Norte. La comunidad se encuentra a lo largo de la U.S. Route 401 en el municipio de Stewarts Creek de condado de Harnett. 

## Historia
Bunnlevel fue originalmente llamado "Bunn Nivel" después de un residente local y se asentaron alrededor de 1904. La comunidad fue constituida en 1921 como "Bunlevel", pero desde entonces ha estado inactivo como municipio. Otro movimiento aquí no incorporación en 1961.

## Demografía
Bunnlevel tiene una población de 2.225 a partir del 2000. La población es de 48,4% varones y 51,6% mujeres. Acerca de 53,2% de la población es blanca, el 42,9% afroamericanos, el 2,2% hispanos, el 1,7% indios americanos, 0,2% Asia, y el 0,8% de otras razas. 1,3% de las personas son dos o más razas.
La renta per cápita promedia del hogar era de $34.375, con un 17,1% de la población que estaba bajo el umbral de pobreza nacional.